# Ленинский район (Донецк)

Телецентр, пожарная часть

Ле́нинский райо́н (укр. Ленінський район) — располагается на юго-востоке Донецка, «промышленное сердце Донецка», именно здесь началась земля донецкая. Юзовский металлургический завод, рядом с которым строился промышленный поселок, дал жизнь современному миллионному Донецку и индустриальному Ленинскому району. 
Ленинский район Донецка основан в 1937 году. Его площадь равняется 37 квадратным километрам, а население составляет приблизительно 108 тысяч человек. Первоначально Ленинский район носил имя Сталино-Заводского.
В связи с политической кампанией вокруг культа личности Сталина, которая проводилась в стране, Сталинская область стала Донецкой 9 ноября 1961 года, областной центр — Донецком, а Сталино-Заводской район Донецка 14 ноября 1961 года был переименован в Ленинский район.
- Площадь — 37 км²
- Население района — 107 800 человек (2017 год).
- Основан в 1937 году.

## Достопримечательности
- Дворцы культуры: «Центр Славянской Культуры», «Имени XXI съезда КПСС»,
- Телевизионные вышки,
- Цирк «Космос»,
- Гостиницы «Риальто», «Цирк»,
- Дом Нестеровых
- Дом Юзов
- Школа для детей английской администрации металлургического завода в пос. Юзовка
- Республиканское Высшее Училище Олимпийского Резерва
- Донецкое высшее общевойсковое командное училище Вооруженных сил Донецкой Народной Республики
- Стадион «Металлург»
- Храм святых Петра и Февронии

## Памятники
- Памятник  Ивану Ткаченко
- Монумент «Жертвам фашизма»
- Памятник герою-спасателю
- Памятник жертвам Холокоста
- Живые — бессмертным

## Религия

Храм св. Александра Невского

- Кафедральный собор Николая Чудотворца (ул. Тушинская)
- Храм Святого Александра Невского (Ленинский проспект)
- Спасо-Преображенский греко-католический храм (ул. Чемпионная)
- Храм Петра и Февронии (Ленинский проспект)
- Храм Святителя Игнатия (ул. И. Ткаченко)

## Жилые районы
- многоэтажная застройка:
  - Звёздный,
  - Голубой,
  - Первомайский,
  - Боссе,
- посёлки:
  - Ларинка
  - Александровка,
  - Южные склоны,
  - Авдотьино,
  - Широкий,
  - Военный городок

Комитеты самоорганизации населения -Квартальные комитеты и Домовые комитеты

## Основные автомагистрали
- Ленинский проспект,
- ул. Кирова,
- ул. Куйбышева,
- ул. Ивана Ткаченко,
- ул. Куприна,
- ул. Ионова,
- ул. Одесская,
- ул. Рослого (Телевизионная),
- бул. Ивана Франко.

## Здравоохранение
- Донецкая областная центральная клиническая больница (ОЦКБ) — Институт неотложной и восстановительной хирургии Академии медицинских наук Украины имени Гусака В. К.
- Городская клиническая больница № 6 («Шлаколечебница»), есть родильное отделение
- Центр первичной медико-санитарной помощи № 9 г. Донецка
- Городская стоматологическая поликлиника № 2
- Городская психоневрологическая больница № 2 (хутор Рудчанск)

## Промышленные предприятия
- Донецкий металлургический завод,
- ЗАО «Донецксталь»-металлургический завод,
- «Донецккокс» (Донецкий участок) (предприятие закрыто),
- Донецкий завод холодильников «ДонФрост»,
- АО «Донецкгормаш» (ранее, Донецкий машиностроительный завод имени 15-летия Ленинского комсомола Донбасса),
- АО «Буран»,
- Кондитерская фабрика «ЛаКонд»,
- Кондитерская фабрика «ТОР»,
- Хладокомбинат «Винтер»,
- ЧП оконный завод металлоконструкций «Максимум», WDS
- Александровский хлебозавод,
- Еленовский комбинат хлебопродуктов,
- Юзовский металлургический завод,
- Торговый комплекс «Амстор»,
- ООО «ЮГ ТЕХ ЛОГИСТИКА» супермаркет «Авоська»,
- ООО «ЛЕОТЕКС ГРУПП» супермаркет «Обжора»,
- ООО «МОСТ» Центр оптовой торговли «Мост»,
- ДП "Республиканский рынок 7/1 и 7/2.

## Транспорт
- Донэлектроавтопасстранс:
  - троллейбус (маршруты 21, 5, 9, 10, 17 из центра города.
  - трамвай (маршруты 2 (редко), 3 из центра района в центр города, № 4, 5, 8 — на границе с Куйбышевским и Кировским районами).
- Метрополитен — планируются станции: «Спортивная», «Куйбышевская», «Завод Машиностроитель», «Одесская», «Южная».

### Железнодорожные станции и остановки
- Остановочный пункт «Караванная».